# 保爾丁縣 (喬治亞州)
保爾丁县（英語：Paulding County）是美國喬治亞州西北部的一個縣。面積1,077平方公里。根據美國2000年人口普查，共有人口81,678人，2005年增至112,411人。縣治達拉斯（Dallas）。
成立於1832年12月3日，縣名紀念紀念約翰·保爾丁—他是在美國獨立戰爭捕獲間諜約翰·安德烈的三名士兵之一。